# 美洲尖尾濱鷸

，為鸻形目鹬科的鸟类。是一種小型的遷徙性涉禽，在北美洲和亞洲繁殖，於南美洲和大洋洲越冬。它以小型無脊椎動物為食。其鳥巢是一個在地面上挖出的洞，內有厚厚的襯墊，足夠深以保護其四枚蛋免受繁殖地的涼風侵襲。美洲尖尾濱鷸長度為21 cm（8.3英寸），翼展為46 cm（18英寸）。

## 分類
美洲尖尾濱鷸有時會與「矮鷸」一起被歸類在 Erolia屬中。這是否代表一個好的單系群取決於系統發生學上難以確定的彎嘴濱鷸 （"C." ferruginea） 的位置，該鷸是 Erolia 的模式種。無論如何，屬名 Ereunetes——曾經被用於西濱鷸 （"C." mauri） 和半蹼濱鷸 （"C." pusilla），它們也是矮鷸演化支的成員——在 Erolia 之前已經確立。
「科克斯鷸」（"Calidris" × paramelanotos） 是這種物種與彎嘴濱鷸之間的典型雜交種。這並不能證明這兩種鳥類之間有特別密切的關係，因為距離更遠的涉禽也曾成功雜交。無論如何，在矮鷸演化支中，紅胸濱鷸（"C." ruficollis） 和長趾濱鷸（"C." subminuta） 是美洲尖尾濱鷸的特別近親。
學名來自古希臘語。屬名 kalidris 或 skalidris 是亞里士多德用來描述一些灰色水邊鳥類的術語。種名 melanotos 來自 melas，意思是「黑色」和 notos，意思是「背」。

## 描述

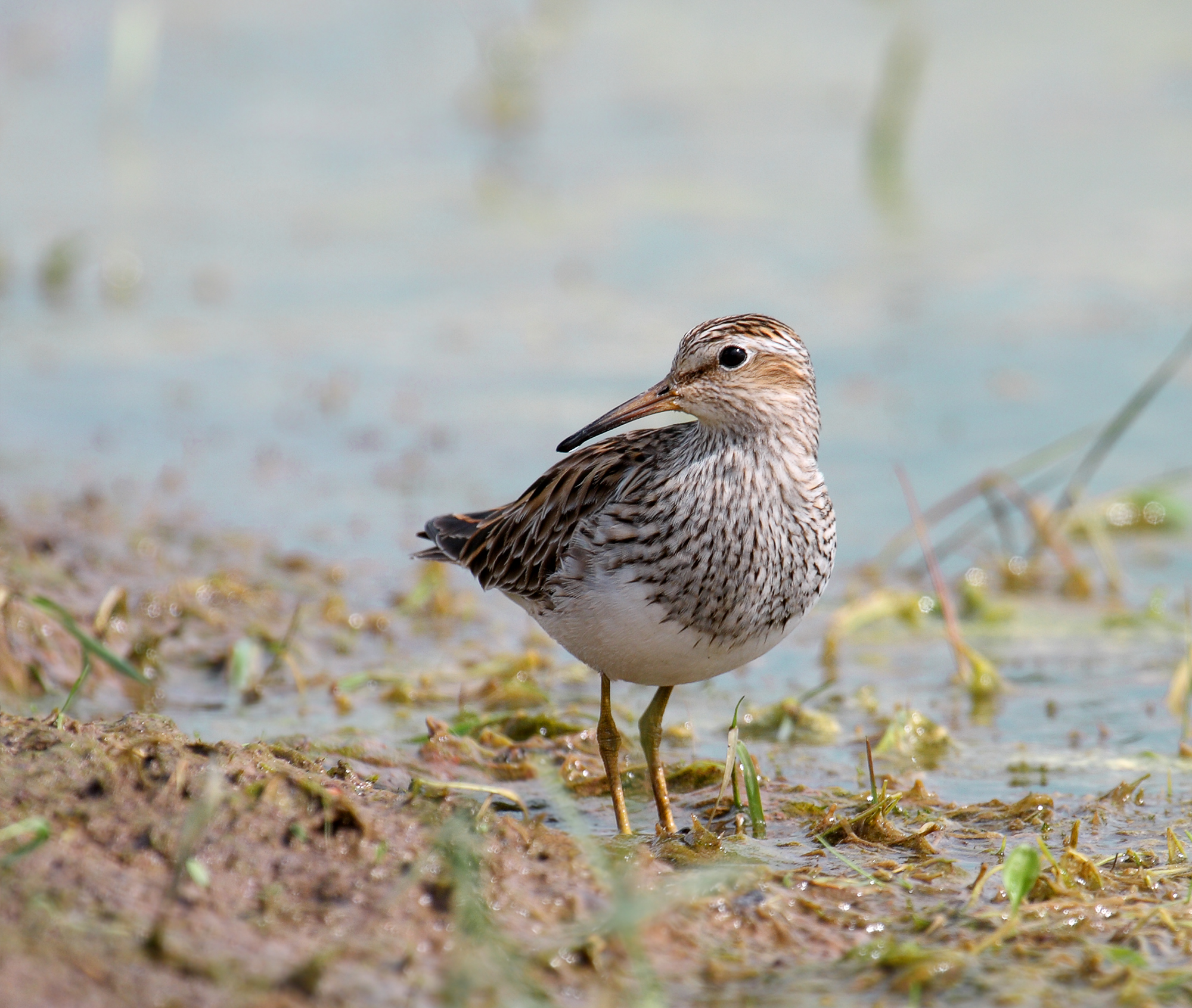
具有繁殖羽的成鳥；注意胸部顏色的銳利邊緣

這種鳥類在外觀上與廣泛同域分布的尖尾濱鷸（"C." acuminata）相似，但尖尾濱鷸並不是矮鷸演化支的成員。美洲尖尾濱鷸是一種體型較大的濱鷸（長度為21 cm（8.3英寸），翼展為46 cm（18英寸）），背部呈灰褐色，夏季雄鳥顏色最深，冬季則最灰。美洲尖尾濱鷸的胸部呈灰色，其下緣明顯分界，這也是該物種英文名稱的由來；如果鳥類面向觀察者，這條清晰的分界線尤為明顯。雙腿呈黃褐色，喙呈橄欖色且尖端較深。
幼鳥的上部花紋更為鮮明，帶有紅棕色調和白色背斑。
這種鳥類與尖尾濱鷸的區別在於其胸部花紋、較弱的眉紋和較灰的頭頂。
| 標準測量值 | 標準測量值                    |
| ---------- | ----------------------------- |
| 長度       | 200—240 mm（8—9.6英寸）       |
| 重量       | 73 g（2.6 oz）                |
| 翼展       | 460 mm（18英寸）              |
| 翼         | 136—142.8 mm（5.35—5.62英寸） |
| 尾         | 60.4—63.9 mm（2.38—2.52英寸） |
| 嘴峰       | 28.7—29.3 mm（1.13—1.15英寸） |
| 跗蹠骨     | 27.8—30 mm（1.09—1.18英寸）   |

## 分布與生態

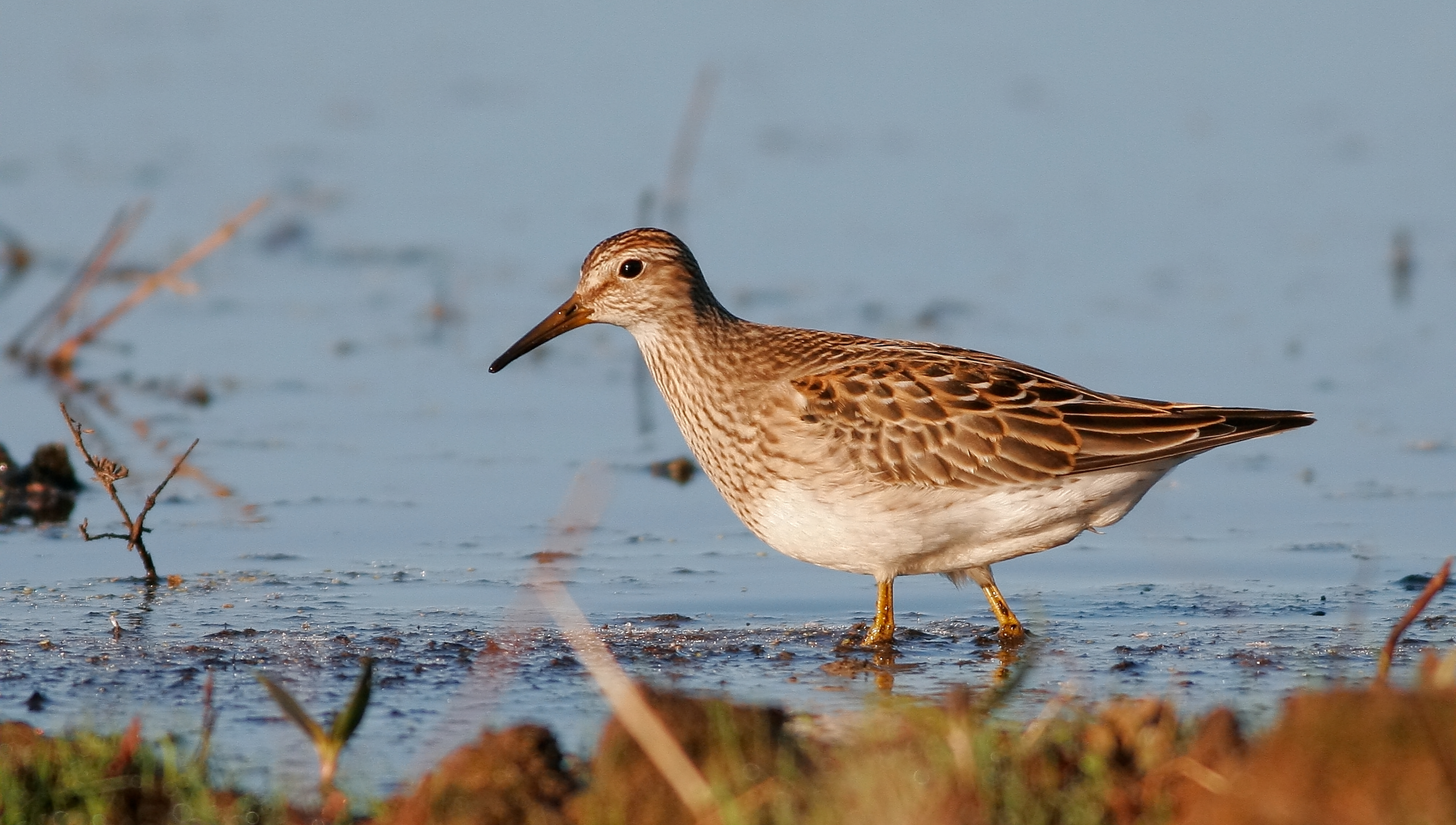
在科蘇姆內斯河保護區 沙加緬度郡，加州

它是一種遠距離遷徙的鳥類，大約有一半的物種在東北亞洲的泥炭苔原上繁殖，其餘的則在從阿拉斯加到加拿大中部的範圍內築巢。美洲和大部分亞洲的族群在南美洲越冬，但一些亞洲繁殖的族群則在南方、澳洲和紐西蘭越冬。在遷徙期間和冬季，美洲尖尾濱鷸通常棲息在淡水棲地。
這個物種也經常作為遷徙鳥類出現在西歐洲，並且幾乎每年都會在愛爾蘭或大不列顛被觀察到。雖然美洲尖尾濱鷸尚未被記錄為歐洲的繁殖物種，但在夏季於蘇格蘭的適合繁殖棲地發現了迷鳥個體。許多出現在西歐的該鳥可能是在從亞洲繁殖地遷徙到南非的途中。2003年9月，愛爾蘭和大不列顛出現了創紀錄的鳥群湧入，其中愛爾蘭發現了40隻，大不列顛則有150隻。在美國太平洋沿岸，這類遷徙鳥群的出現似乎較為罕見。迷鳥個體有時會出現在通常遷徙路線之外的其他地區，例如在馬里亞納群島、馬紹爾群島和帛琉的密克羅尼西亞地區；它們在夏威夷群島出現的頻率稍高。
如同許多在北極繁殖的鳥類，全球暖化可能會影響美洲尖尾濱鷸的遷徙：100年前，遷徙的美洲尖尾濱鷸在五月上旬至中旬和八月下旬曾經出現在北俄亥俄州；而如今，主要的北遷時間已提前到四月，大多數該鳥直到九月中旬才返回。
這些鳥在草地和泥灘上覓食，主要是視覺捕捉，有時也會探戳覓食。它們主要以節肢動物（如蒼蠅及其幼蟲、蜘蛛和甲殼動物）和其他無脊椎動物，以及種子為食。雄鳥的求偶展示包括鼓起胸部，這在繁殖季節會有一個脂肪囊來增強他的表現。
美洲尖尾濱鷸築巢於陡峭的坑巢中，並使用大量的襯墊材料。巢穴深度足夠，蛋位於地面下約3 cm（1.2英寸），這有助於減少在該物種繁殖地區出現的涼風帶來的熱量流失。雌鳥會產下四枚蛋。
自1974年以來，美洲尖尾濱鷸的數量已減少了50%。

## 扩展阅读
- 維基物種上的相關：美洲尖尾濱鷸